# Stina Rautelin
Stina Agnes Elisabeth Rautelin (* 25. Oktober 1963 in Helsinki; † 26. April 2023) war eine finnlandschwedische Schauspielerin in Theater, Film und Fernsehen. Sie wurde vor allem durch ihre Rolle als Lena Klingström in der schwedisch-dänisch-deutschen TV-Krimiserie Kommissar Beck – Die neuen Fälle bekannt.

## Leben und Karriere
Die 1963 geborene Stina Rautelin erhielt ihre Ausbildung in New York und an der Theaterhochschule in Helsinki. Rautelin feierte ihren Durchbruch am schwedischsprachigen Svenska Teatern in Finnlands Hauptstadt, wo sie zwischen den Jahren 1987 und 1995 beschäftigt war. Ab 2001 war sie am Stadttheater Stockholm engagiert.
Zwischen 1986 und 2006 spielte sie in einem halben Dutzend Kinofilmen mit, darunter in dem Filmdrama På liv och död der Regisseurin Marianne Ahrne im Ensemble um Lena Olin.
Von 1972 bis 2020 sah man Stina Rautelin darüber hinaus in zahlreichen Fernsehfilmen und Episoden von Fernsehserien. Von 1998 bis 2000 machte sie unter anderem die Rolle der Schiffskapitänin Andrea Melin in der Serie Rederiet in 53 Episoden einem größeren Publikum bekannt.
2007 spielte sie in Fernseh-Verfilmungen der Kriminalromane Die Eisprinzessin und Der Prediger von Camilla Läckberg.
Rautelin verstarb im April 2023 im Alter von 59 Jahren.

## Filmografie (Auswahl)

### Kino
- 1986: På liv och död
- 1992: Fem skott i senaten
- 1994: Vääpeli Körmy - Taisteluni
- 1995: Mannen utan ansikte
- 1999: Tomten är far till alla barnen
- 2006: Tjocktjuven

### Fernsehen
- 1972: Bergströms (Fernsehserie, 1 Episode)
- 1985: En våldtäktshistoria (Fernsehfilm)
- 1985: Harjunpää och antastaren (Fernsehminiserie)
- 1986: Päätepysäkki (Fernsehfilm)
- 1987: Rantasen uni (Fernsehfilm)
- 1988: Hur skall det gå för Bergströms? (Fernsehminiserie)
- 1991: Caprice Classic (Fernsehfilm)
- 1993: 16 (Fernsehserie, 1 Episode)
- 1995–1997: Radioskugga (Fernsehserie, 16 Episoden)
- 1997–2009: Kommissar Beck – Die neuen Fälle (Fernsehserie, 16 Episoden)
- 1998–2000: Rederiet (Fernsehserie, 53 Episoden)
- 2001: Agnes (Fernsehserie, 1 Episode)
- 2001: Reuter & Skoog (Fernsehserie, 1 Episode)
- 2005: Kommissionen (Fernsehserie, 1 Episode)
- 2007: Isprinsessan (Fernsehfilm)
- 2007: Predikanten (Fernsehfilm)
- 2009: Livet i Fagervik (Fernsehserie, 1 Episode)
- 2010: Solsidan (Fernsehserie, 1 Episode)
- 2010: Molly und das Weihnachtsmonster (Fernsehfilm)
- 2013: Barna Hedenhös uppfinner julen (Fernsehserie, 2 Episoden)
- 2017: Kinder des Krieges (Fallet, Fernsehserie, 8 Episoden)
- 2017: Syrror (Fernsehserie, 5 Episoden)
- 2020: Ambassadören (Fernsehserie, 1 Episode)

### Kurzfilme
- 1985: Häng dej, pojkfan
- 1985: The Return of Raymond Karppinen
- 2018: The Culture
- 2018: A Chamber Play